# Sida fallax
Sida fallax Walp. (in lingua hawaiana ʻilima) è una pianta appartenente alla famiglia delle Malvacee, che cresce in diverse isole del Pacifico.
È il simbolo dell'isola hawaiana di Oʻahu.

## Descrizione
La pianta può essere eretta o prostrata.
Ha fiori piccoli (da 2 a 2,5 cm di diametro), con cinque petali di color giallo-oro.

## Distribuzione e habitat
La specie è presente in diverse isole dell'oceano Pacifico tra cui le isole Caroline, le isole Gilbert, le isole Hawaii, le isole della Linea, le isole Marianne, le isole Marchesi, le isole Marshall, l'isola di Nauru, le isole della Fenice, le isole della Società, le isole Tuamotu, le isole Tubuai, le isole Tuvalu, l'isola di Wake.
La si trova in zone con il suolo sabbioso, spesso sulle rive oceaniche.

## Utilizzi
Gli abitanti delle isole Hawaii usano i fiori della ʻilima per fare i lei. S. fallax è talvolta usata come "copertura" del terreno per consolidarlo evitando erosione e smottamenti, oltre che per renderlo esteticamente migliore rispetto alla terra nuda.